# Corneli Alexandre Polihistor
Corneli Alexandre, en llatí Alexander Cornelius, en grec antic Ἀλέξανδρος Κορνήλιος, conegut també com a Alexandre Polihistor (Alexander Polyhistor, Πολυΐστωρ), fou un escriptor grec del segle i aC, contemporani de Sul·la, nascut a Efes, segons l'enciclopèdia Suides, i deixeble de Crates de Tars. De fet, el seu lloc de naixement no és segur.
Durant la Primera guerra mitridàtica va ser fet presoner per les tropes de Sul·la i venut com a esclau a Corneli Lèntul (potser Publi Corneli Lèntul Sura) que el va portar a Roma i el va fer tutor dels seus fills. Més tard, Lèntul el va manumitir. Segons Suides hauria rebut el nom de Cornelius del seu patró Lèntul, però el podria haver rebut també de Sul·la. Va morir a Laurèntum, en un incendi que va destruir casa seva, i tan bon punt la seva dona va conèixer el desastre, es va penjar.
El sobrenom de Polihistor se li va donar per la seva gran capacitat per escriure. Va escriure nombrosos llibres, però el més important, segons Esteve de Bizanci, n'era un format per 42 llibres i titulat Παντοδαπῆς Ὕλης Λόγοι. Sembla que aquesta obra recollia notícies històriques i geogràfiques de gairebé tots els països coneguts. Cada llibre parlava d'un país diferent, i portava el títol que corresponia al país. Però no és segur que tots els llibres que porten el nom d'un país formessin part de l'obra comuna, perquè se sap que alguns dels títols conservats eren obres independents. Es coneix una obra separada sobre Creta i una altra sobre Il·líria, que sens dubte no formaven part de l'obra general, i que són citades repetidament per Esteve de Bizanci i Plini.
Plutarc menciona un llibre, també independent, que tractava sobre els músics i la música a Frígia. També és possible que hagués escrit un llibre titulat Διαδοχαί Φιλοσόφων, que podria ser la base de l'obra de Diògenes Laerci Sobre les vides, les opinions i les sentències dels filòsofs il·lustres. Climent d'Alexandria parla d'una obra de Polihistor que tractava sobre els símbols pitagòrics. També se li atribueix una Història de Judea, citada, entre altres per Jeroni d'Estridó. Suides dona el títol d'un altre llibre seu, Història de Roma, de la que se'n conserva algun fragment.